# The Girl Can’t Help It
The Girl Can’t Help It (früherer deutscher Kinotitel: Schlagerpiraten) ist ein US-amerikanischer Spielfilm aus dem Jahre 1956.

## Handlung
Einst war Fatso Murdock der „König der Spielautomaten“. Doch diese Zeit ist lang vorbei. Jetzt möchte er die Tochter eines alten Freundes, die attraktive Blondine Jerri Jordan heiraten. Er beauftragt den abgehalfterten Künstleragenten Tom Miller, innerhalb von sechs Wochen einen Gesangsstar der neuen Rock-’n’-Roll-Szene aus ihr zu machen.
Zunächst ziehen Tom und Jerri durch diverse Clubs, und Jerri zieht das Interesse der Clubbesitzer auf sich. Es gibt nur ein Problem: Jerri kann überhaupt nicht singen. Sie möchte außerdem viel lieber eine ganz normale Frau sein und hat überhaupt kein Interesse daran, ein Star zu werden, geschweige denn, Murdock zu heiraten. Doch der setzt die beiden weiter unter Druck. Er möchte die Songs seiner zukünftigen Frau nicht nur in jeder Jukebox der Vereinigten Staaten sehen, sondern gibt sogar mit einem seiner selbstgeschriebenen Songs, Rock Around the Rockpile, den aufzunehmenden Titel vor.
Tom nimmt das Lied mit Ray Anthony und seiner Band auf. Wegen der mangelhaften Sangeskünste Jerris setzt sie bei der Aufnahme nur die Akzente mit einem sirenenartigen Schrei. In der Zwischenzeit verlieben sich Jerrie und Tom ineinander. Chronisch eifersüchtig, lässt Murdock Tom und Jerri durch seinen Assistenten Mousie (so genannt, weil er wenn nötig „so leise wie eine Maus“ sein kann) beschatten und das Telefon abhören. Als Mousie bemerkt, das sich zwischen den beiden tatsächlich etwas anbahnt, manipuliert er das zum Abhören benutzte Tonband, um keinen Verdacht aufkommen zu lassen.
Der „Jukeboxkönig“ Wheeler möchte das Lied jedoch nicht in seine Jukeboxen aufnehmen, weil Murdock der Autor des Songs ist. Wheeler und Murdock waren einst im Spielautomatengeschäft erbitterte Konkurrenten, und Wheeler wurde von Murdock ins Knie geschossen. Murdock beschließt daraufhin, selbst ins Jukeboxgeschäft einzusteigen. Mit Mafiamethoden wirft er Wheeler Kneipe für Kneipe und Stadt für Stadt aus dem Geschäft. 
Durch Murdocks Jukeboxgeschäft wird Jerris Song zu einem Riesenerfolg im ganzen Land. Auf einem Konzertabend mit zahlreichen Stars des Rock ’n’ Roll soll auch Jerri auftreten. Murdock hat jedoch mittlerweile erkannt, dass Jerri zwar nun ein Star, jedoch gänzlich unmusikalisch ist. Da er ein großer Musikliebhaber ist, möchte er sie nun nicht mehr heiraten. Daraufhin gesteht Mousie ihm die Manipulation des Tonbands. Murdock ist freudig überrascht, weil er die bereits geplante Hochzeit nicht absagen muss, da Jerri in einen anderen Mann verliebt ist.
Wegen seiner Verluste bedrohen Wheeler und seine Männer Murdock auf dem Konzertabend, jedoch rettet ihn Tom, indem er Wheeler niederschlägt und Murdock auf die Bühne schickt, um seinen eigenen Song zu singen. Wheeler erkennt die Begeisterung der anwesenden Jugendlichen und will künftig Murdock lieber produzieren, als ihn zu erschießen. Dies wird Murdocks eigener Durchbruch als Gesangsstar. Jerri heiratet schließlich Tom, und Murdock wird Trauzeuge.

## Hintergrund
Die Komödie wurde durch zahlreiche Stars des Rock ’n’ Roll, die in diesem Film auftreten, zu einem Kultfilm der 1950er Jahre. Neben Ray Anthony wirken mit: Johnny Olenn, Little Richard, Eddie Fontaine, The Chuckles, Abbey Lincoln, Julie London, Gene Vincent, Eddie Cochran, The Treniers, Fats Domino und The Platters. Außerdem singt Jayne Mansfield den Song Ev'rytime. 1982 wurde der Film in der Originalfassung erneut in die deutschen Kinos gebracht. Auf der 2005 erschienenen DVD ist die 1990 für das ZDF angefertigte neue Synchronisation zu hören.

## Kritiken
„Satire auf das amerikanische Schlagergeschäft in den 50er Jahren, aufgehängt an der Geschichte einer jungen Frau, die zum Star gemacht werden soll. Optisch und akustisch einfallsreich lärmende Komödie im Comic-strip-Stil mit zeitkritischen Akzenten.“

„Frank Tashlins erfindungsreiche Komödie aus dem Jahre 1956, die früher bei uns unter dem Titel „Schlagerpiraten“ in den Kinos lief, gefällt noch immer durch ihre surrealistischen Gags, ihre satirische Präzision und die exemplarische Bescheidenheit ihrer Musik-Präsentation.“

„Die Fox stellt mit Jane Mansfield ihren Marilyn-Monroe-Ersatz vor, und im Vergleich mit dem byzantinischen Formenreichtum der Mansfield schrumpft das Vorbild zu einer dürren Audrey-Hepburn-Erscheinung zusammen. Im übrigen verläßt sich das harmlose Lustspiel auf die Enthüllung der engen Beziehungen zwischen der amerikanischen Musikautomaten- und der Gangster -Branche sowie auf ein monotones Potpourri neuester Rock'n Roll-Nummern.“

## Auszeichnungen
Jayne Mansfield erhielt für ihre Leistung als Jerri Jordan den Golden Globe Award als Beste Nachwuchsdarstellerin.